# Magyarország a 2023-as fedett pályás atlétikai Európa-bajnokságon
Magyarország a törökországi Isztambulban megrendezett 2023-as fedett pályás atlétikai Európa-bajnokság egyik részt vevő nemzete volt. Az ország a versenyen 16 sportolóval képviseltette magát. A szintet teljesítő Szűcs Valdó és Kozák Luca (60 m gát) sérülés nem indulhatott.

## Eredmények

### Férfi
| Versenyző         | Versenyszám | Előfutam | Előfutam | Előfutam | Elődöntő | Elődöntő | Elődöntő | Döntő   | Döntő    |
| Versenyző         | Versenyszám | Idő      | Hely.    | Össz.    | Idő      | Hely.    | Össz.    | Idő     | Helyezés |
| ----------------- | ----------- | -------- | -------- | -------- | -------- | -------- | -------- | ------- | -------- |
| Illovszky Dominik | 60 m        | 6,73     | 4.       | 25.      | 6,77     | 8.       | 23.      | kiesett | kiesett  |
| Vindics Balázs    | 800 m       | 1:47,82  | 4.       | 7.       | 1:48,16  | 6.       | 12.      | kiesett | kiesett  |
| Eszes Dániel      | 60 m gát    | 8:03     | 7.       | 28.      | kiesett  | kiesett  | kiesett  | kiesett | kiesett  |
| Szeles Bálint     | 60 m gát    | 7,76     | 4.       | 12.      | 8,15     | 8.       | 15.      | kiesett | kiesett  |

| Versenyző    | Versenyszám | Selejtező                | Selejtező                | Döntő    | Döntő    |
| Versenyző    | Versenyszám | Eredmény                 | Helyezés                 | Eredmény | Helyezés |
| ------------ | ----------- | ------------------------ | ------------------------ | -------- | -------- |
| Bakosi Péter | Magasugrás  | 214 cm                   | 9.                       | kiesett  | kiesett  |
| Pap Kristóf  | Távolugrás  | érvényes kisérlet nélkül | érvényes kisérlet nélkül | kiesett  | kiesett  |

### Női
| Versenyző          | Versenyszám | Előfutam | Előfutam | Előfutam | Elődöntő | Elődöntő | Elődöntő | Döntő   | Döntő    |
| Versenyző          | Versenyszám | Idő      | Hely.    | Össz.    | Idő      | Hely.    | Össz.    | Idő     | Helyezés |
| ------------------ | ----------- | -------- | -------- | -------- | -------- | -------- | -------- | ------- | -------- |
| Csóti Jusztina     | 60 m        | 7,45     | 6.       | 31.      | kiesett  | kiesett  | kiesett  | kiesett | kiesett  |
| Takács Boglárka    | 60 m        | 7,42     | 7.       | 28.      | kiesett  | kiesett  | kiesett  | kiesett | kiesett  |
| Bartha-Kéri Bianka | 800 m       | 2:03,26  | 2.       | 7.       | 2:03,36  | 4.       | 10.      | kiesett | kiesett  |
| Böhm Lilla         | 3000 m      | 9:18,93  | 10.      | 19.      |          |          |          | kiesett | kiesett  |
| Kerekes Gréta      | 60 m gát    | 8,04     | 3.       | 10.      | 8,00     | 4.       | 7.       | 8,03    | 7.       |
| Tóth Anna          | 60 m gát    | 8,20     | 7.       | 21.      | kiesett  | kiesett  | kiesett  | kiesett | kiesett  |

| Versenyző     | Versenyszám | Selejtező | Selejtező | Döntő    | Döntő    |
| Versenyző     | Versenyszám | Eredmény  | Helyezés  | Eredmény | Helyezés |
| ------------- | ----------- | --------- | --------- | -------- | -------- |
| Lesti Diána   | Távolugrás  | 640 cm    | 12.       | kiesett  | kiesett  |
| Klekner Hanga | Rúdugrás    | 410 cm    | 18.       | kiesett  | kiesett  |
| Márton Anita  | Súlylökés   | 17,99 m   | 6.        | 18,28 m  | 6.       |

| Versenyző     | Versenyszám | 60 m gát | 60 m gát | Magasugrás | Magasugrás | Súlylökés | Súlylökés | Távolugrás | Távolugrás | 800 m   | 800 m | Végeredmény | Végeredmény |
| Versenyző     | Versenyszám | Idő      | Pont     | Eredmény   | Pont       | Eredmény  | Pont      | Eredmény   | Pont       | Idő     | Pont  | Pont        | Helyezés    |
| ------------- | ----------- | -------- | -------- | ---------- | ---------- | --------- | --------- | ---------- | ---------- | ------- | ----- | ----------- | ----------- |
| Krizsán Xénia | Ötpróba     | 8,46     | 1026     | 171 cm     | 861        | 14,06 m   | 798       | 6,05 m     | 865        | 2:11,87 | 937   | 4493        | 5.          |